# Mežica
Mežica – miasto w Słowenii, siedziba gminy Mežica. W 2018 roku liczyła 3128 mieszkańców.
Jest położona w słoweńskiej części Karyntii, w Mežiškiej dolinie, przy granicy austriacko-słoweńskiej.
Od XIX wieku do 1993 roku w mieście funkcjonowała kopalnia i huta ołowiu. Współcześnie lokalna gospodarka opiera się na przemyśle metalowym i elektronicznym (produkcja baterii).